# يوهان كريستيان كونراد فون هوفمان
يوهان كريستيان كونراد فون هوفمان (بالألمانية: Johann Christian Konrad von Hofmann )‏ (و. 1810 – 1877 م) هو مؤرخ، وعالم عقيدة، وأستاذ جامعي ألماني، ولد في نورنبرغ، توفي في إرلنغن، عن عمر يناهز 67 عاماً.

## مناصب
تولى منصب عضو في غرفة مندوبي بافاريا ‏.

## التعليم
تعلم في جامعة إرلنغن نورنبيرغ.